# Un genio per Penelope
Un genio per Penelope (The Genie from Down Under) è una serie televisiva australiana in 26 episodi trasmessi per la prima volta nel corso di 2 stagioni dal 1996 al 1998. È una sitcom per ragazzi a sfondo fantastico incentrata sul soggetto del genio della lampada.

## Trama
Penelope Townes, una ragazza britannica di 13 anni, entra in possesso di un ciondolo quando esplora la soffitta polverosa della decadente casa della sua famiglia. L'oggetto contiene due geni australiani, Bruce e suo figlio Baz. La serie ruota perlopiù intorno agli equivoci scatenati dai desideri di Penelope non sempre esauditi nel migliore dei modi e dai tentativi di altri personaggi di impossessarsi dell'oggetto e di usufruire delle capacità dei due geni.

## Personaggi e interpreti
- Penelope Townes (26 episodi), interpretato da Alexandra Milman.
- Baz (26 episodi), interpretato da Glenn Meldrum.
- Bruce, interpretato da Rhys Muldoon.
- Lady Diana Townes, interpretato da Anna Galvin.
- Miss Mossop, interpretato da Monica Maughan.
- Otto von Meister, interpretato da Mark Mitchell.
- Conrad von Meister, interpretato da Fletcher Humphrys.
- Lord 'Bubbles' Uppington-Smythe, interpretato da Ian McFadyen.
- Trish Em, interpretato da Kylie Belling.
- Marcia Huntley, interpretato da Emily Milburn.
- Sophie, interpretato da Jacinta Stapleton.

## Produzione
La serie fu prodotta da Australian Broadcasting Corporation, Australian Children's Television Foundation e British Broadcasting Corporation e girata nello stato di Victoria in Australia. Le musiche furono composte da Frank Strangio.

## Distribuzione
La serie fu trasmessa in Australia dal 19 giugno 1996 al 22 ottobre 1998  sulla rete televisiva Australian Broadcasting Corporation. In Italia è stata trasmessa con il titolo Un genio per Penelope.

## Episodi
| Stagione         | Episodi | Prima TV Australia |
| ---------------- | ------- | ------------------ |
| Prima stagione   | 13      | 1996               |
| Seconda stagione | 13      | 1998               |